# 岡田ひとみ (ねんドル)
岡田 ひとみ（おかだ ひとみ、1980年11月7日 - ）は、日本のタレント、ねんど職人、エデュテインメントアーティスト。群馬県出身で、血液型はO型。株式会社チーズに所属する。

## 略歴
1998年に、文化放送『古本新之輔 ちゃぱらすかWOO!』の「クラブちゃぱらっち」オーディションで芸能の仕事を始める。
活動休止期間を経て2002年からねんど職人+アイドル＝「ねんドル」として、楽しみながら学べる幼児教育を志し、コンセプトアイドルの先駆けとなる。コック風の衣装で粘土を用いて食品の精密模型（ミニチュアフード）を制作する。
2003年からキッズステーション『ピアブーランド（ねんどdeクッキング）』、フジテレビ『ポンキッキーズ21』、BS日テレ『それいけ!アンパンマンくらぶ』など子供向け番組に出演する。
2006年にベネッセコーポレーションの知育玩具番組「クリエイティブ クレイ ワールド」に「ねんどの達人」として出演して造形に携わる。
2007年に愛知県刈谷市で600人規模のねんど教室を催す。
2009年にサンリオピューロランド「ねんどdeミニチュアフード体験スタジオ」を監修する。
2010年にぐりんぱ「ミニチュアねんど教室」を監修する。全国で親子向けエンターテイメント型ねんど教室を展開し、夏にねんど教室参加者2万人を記念して子どもたちと著名人らによるボトルキャップを使ったねんど作品展を開催する。
2011年に被災地、病院、カンボジアの孤児院などでワークショップを催す。9と01で「クレイ」の語呂合わせから9月1日を『ねんどの日』、として日本記念日協会へ申請する。
2012年にアメリカやシンガポールの幼稚園でねんど教室を開催する。11月に表参道ヒルズのギャラリーでねんドル10周年の個展を開催する。神楽坂女声合唱団に参加する。茶道のDVDブック『北見宗幸DVD茶道教室－裏千家』で点前を披露する。
2013年にケニアでマサイ族にねんどを指導する。4月からNHK Eテレ『ニャンちゅうワールド放送局』に「おねんどお姉さん」として出演する。
2014年に台湾で書籍『黏土偶像岡田瞳的魔法黏土世界』を発売する。"Play-Doh" の『きほんのセット』を監修する。
2015年にイラストレーターのHORY'S.祝勝と制作した『ねんドル岡田ひとみ』LINEクリエーターズスタンプと『ニャンちゅうワールド放送局』から生まれた『ニャンちゅうおねんど 白』『ニャンちゅうカラーおねんど』を発売する。ニューヨークやサンフランシスコでアート教育を視察してワークショップを開催する。ジャカルタで開催されたIndonesia ComicConに出演する。NHK Eテレで「おねんどお姉さん」の特番が放送される。
2016年にカレンダー『おねんどお姉さんの世界ねんど遺産』を発売する。KADOKAWA『きゃらぷち』で連載する。越後製菓の干支キャラクター鏡餅4種を監修する。
2017年にNHKスペシャルステージ『ワンワンといっしょ！夢のキャラクター大集合』に出演する。銀座LOFTの情報発信サポーター「TEAM LOFT」の一員になる。国立西洋美術館「アルチンボルド展」で作品5点が展示される。国立科学博物館「深海2017」でダイオウイカのねんど作品が展示される。裏千家茶名 宗瞳（そうどう）を拝受する。
2018年に郵政博物館で個展を催して10,000人以上が来場する。NHKハート展に参加して作品が全国で展示される。東京大学定量生命科学研究所所長の白髭克彦とサイエンスねんど教室を開催する。ねんど作品がイオンの写真年賀状デザインの一種に採用される。群馬県で開催された英語イベント TEDxGKA でゲストスピーカーとしてスピーチをする。
2019年に成田市文化芸術センターで12回目の個展を催す。4月から保育雑誌『ひろば』（メイト）で連載を始める。東京大学で白髭克彦教授とねんど教室を催す。欧州分子生物学機構 (EMBO) ワークショップのポスターに作品が採用される。
2020年に愛知教育大学で『形状記憶合金LABO おどるパンケーキ』発売記念イベントを開催する。チェリオコーポレーションの子供向け飲料の商品監修とパッケージデザインを手掛ける。

## 人物
創造性と食育を伝えるために教育学などを学び、子供から大人まで楽しめる「親子向けねんど教室」を定期的に主催し、海外20都市以上で開催する。
チャイルドマインダー、チャイルドケアオブザーバー、小児MFA、日本赤十字社救急法救急員、食育インストラクター。篠笛と茶道を趣味とする。

## 作品

### 造形（提供）
- プリンセス天功VSガチャピン・ムックまほう対決!2005
- H2〜君といた日々（TBS）
- 女性セブン（小学館）
- あべあきらCD『はたけ』 - アルバムジャケット

## 出演

### テレビ番組
- ピアブーランド（2003年4月15日 - 2004年12月11日 、キッズステーション）
- ポンキッキーズ21（2003年 - 2004年、フジテレビ）
- それいけ!アンパンマンくらぶ（2005年 - 、BS日テレ）[2]
- おやこでクッキング（2009年4月 - 、キッズステーション）[2]
- 空飛ぶ!爆チュー問題（2009年6月 - 、フジテレビワンツーネクスト）
- 百識王（2010年、フジテレビ）
- 元気のアプリ（2012年、日本テレビ）
- ニャンちゅうワールド放送局（2013年4月 - 2018年4月1日、NHK Eテレ）
- 櫻井・有吉 THE夜会（2017年、TBS）
- KinKi Kidsのブンブブーン（2017年、フジテレビ）[3]
- おとうさんといっしょ（2017年、NHK BSプレミアム）
- ニャンちゅう!宇宙!放送チュー!（2018年4月8日 - 、NHK Eテレ）[3]

## 書籍
- 岡田ひとみのねんどでミニチュアクッキング（2005年7月、メディアファクトリー）[14]
- ねんドル岡田ひとみのねんどでミニチュアフードのお店やさん（2007年3月、PHP研究所）[15]
- ねんドル岡田ひとみのねんどで食育!ミニチュアフード図鑑（2009年3月、ダイヤモンド社）[16]
- 親子で楽しむ!プチスイーツ♥アクセサリー（2009年4月、春日出版）[17]
- ねんドル岡田ひとみの魔法のねんどワールド（2009年7月、じゃこめてい出版）[18]
- ねんドル岡田ひとみのねんどでミニチュア パリスイーツ（2010年7月、主婦の友社）[19]
- さんすうねんど（2011年2月、小学館）[20]
- 北見宗幸DVD茶道教室―裏千家 (DVDブック)（2011年10月、山と渓谷社)[21]
- ねんどでミニチュア コースターに飾る季節の小物（2012年11月、主婦の友社）[22]
- ねんドル岡田ひとみの はじめてのねんど 子供とつくる年中行事（2013年2月、鈴木出版）[23]
- 『コップのフチ子ポストカードブック 』（2013年6月、パルコ出版）[24]
- ねんどのひとみお姉さんとつくる　ときめくちいさなお菓子のくにの会（2015年、フェリシモ）
- ねんドルキャットひとミィの まほうレストラン（2017年、学研プラス）[25]
- 裏千家 茶道ハンドブック（2019年、山と溪谷社）[3][26]
- ねんどのケーキ屋さん 『ねんどでつくる! 小さなたべもの屋さん』シリーズ（2019年10月、汐文社）[27]
- ねんどのパン屋さん 『ねんどでつくる! 小さなたべもの屋さん』シリーズ（2019年12月、汐文社）[28]
- ねんどのカフェ『ねんどでつくる! 小さなたべもの屋さん』シリーズ（2019年12月、汐文社）[29]
- 不二家洋菓子店のケーキをつくろう! こむぎねんどBOOK（2024年3月14日、宝島社）[30]

### 雑誌連載
- TVステーション「ねんドル岡田ひとみのねんどでミニュアチアフード作り!」（2009年3月 - 5月、ダイヤモンド社）
- キャラぱふぇ（2015年 - 、KADOKAWA）[31][32]
- ひろば（2019年4月 - 、メイト社）[33]

## 個展
- 2003年1月 - 表参道同潤会アパート『Gallery kowa』[2]
- 2003年4月 - フォレット原宿『LAPNET CLUB』
- 2004年4月 - TEPCO銀座館[2]
- 2005年7月 - 東京ガス新宿ショールーム
- 2007年4月 - コクーン新都心
- 2009年8月 - ていぱーく 逓信総合博物館
- 2010年8月 - ていぱーく 逓信総合博物館
- 2012年11月 - 表参道ヒルズ『Gallery kowa』
- 2014年11月 - 郵政博物館
- 2017年11月 - 表参道ヒルズ『Gallery kowa』
- 2018年2月 - 郵政博物館
- 2019年3月 - 成田市文化芸術センター[3]